# Analcimit

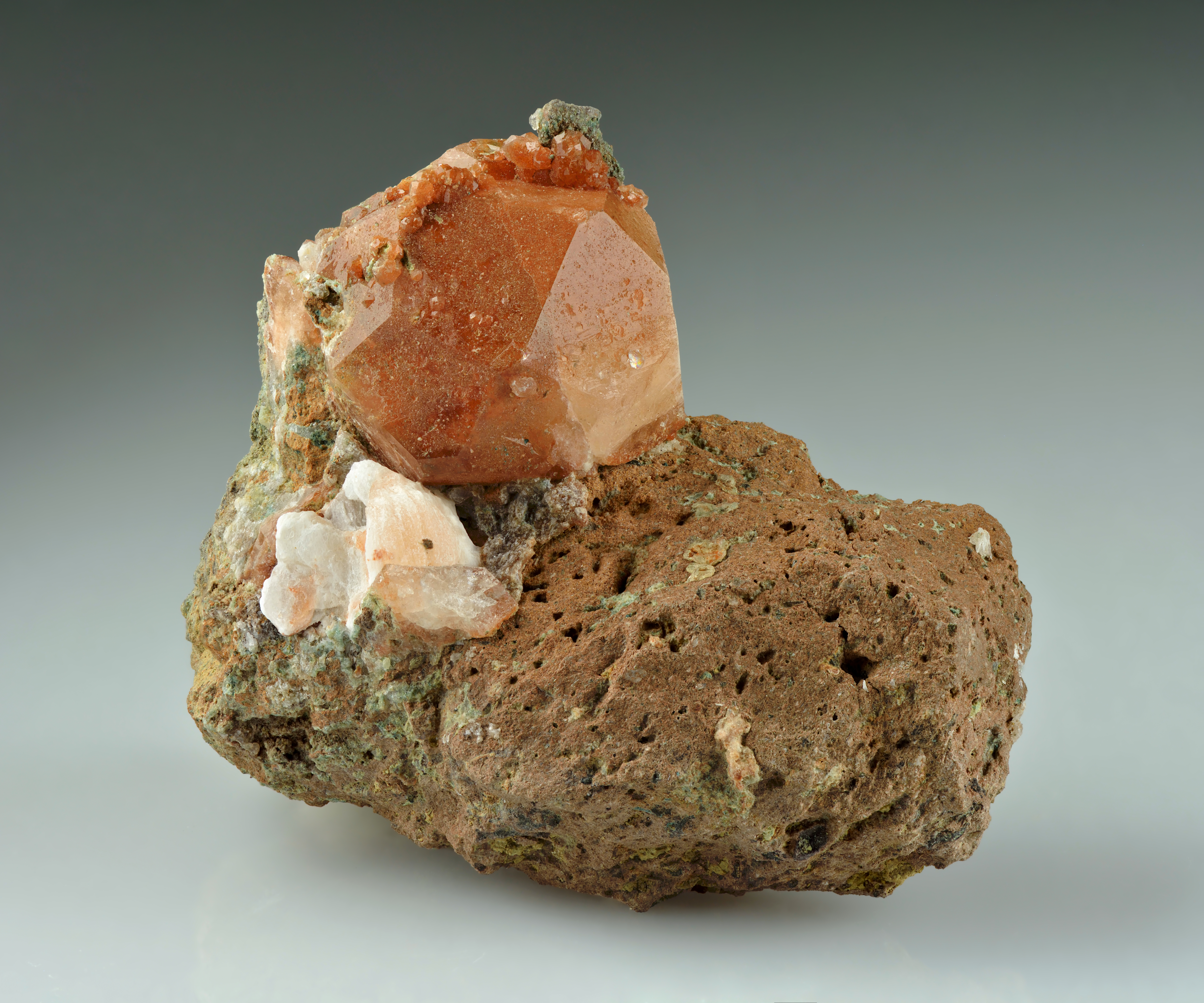
Analcimit

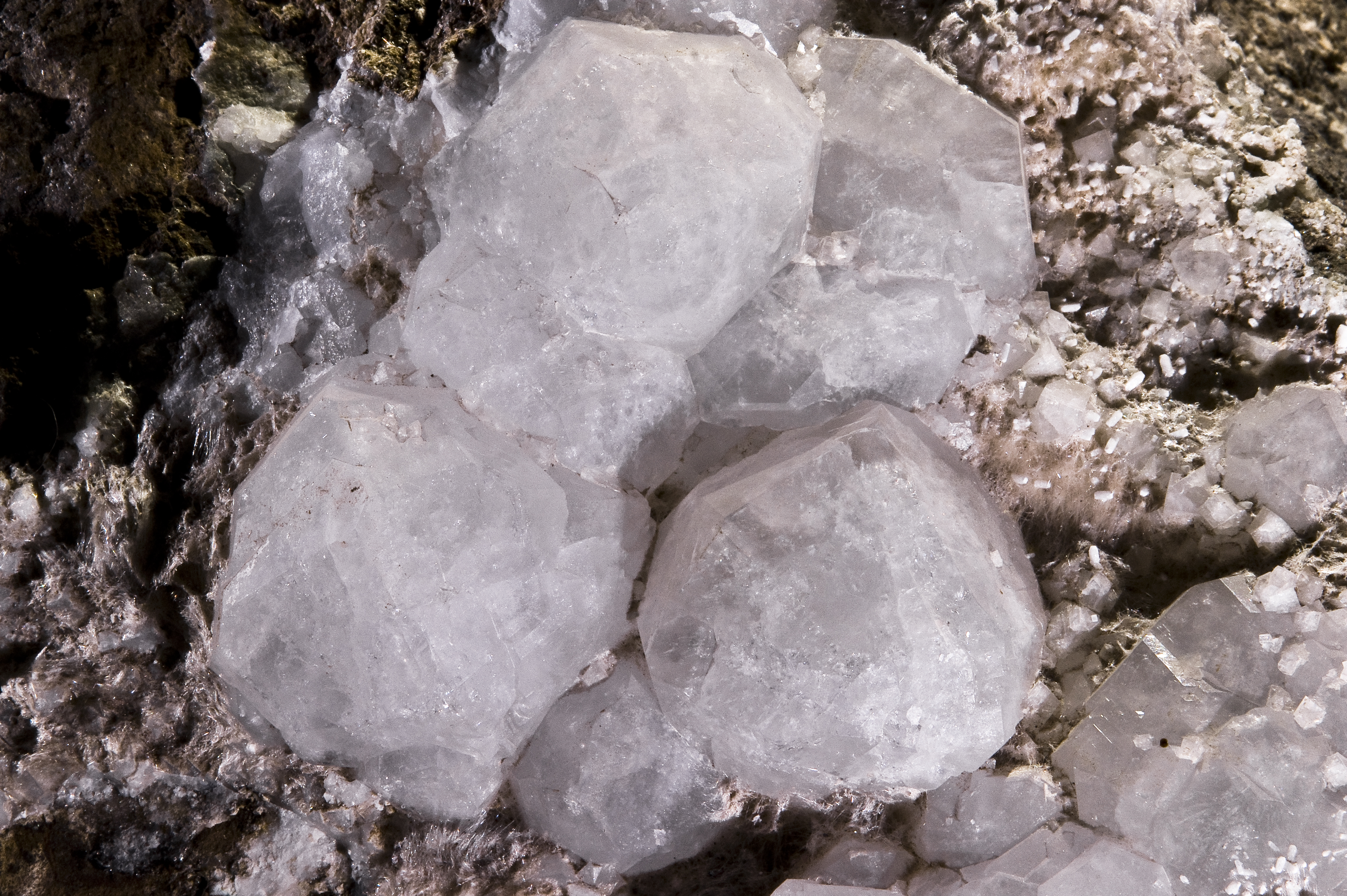
Analcim je hlavní světlý minerál, který tvoří horninu analcimit; lokalita Martinik

Analcimit je vulkanická nebo subvulkanická hornina ze skupiny foiditů, v níž je hlavním světlým minerálem analcim. Obsahuje dále augit (Ti-augit), opakní minerály a někdy olivín. Vzhledem se obvykle podobá bazaltu. Plutonická hornina obdobného složení se označuje jako analcimolit.

## Naleziště
Hory Hradiště (vrchol 934 m n. m.) a Pustý zámek (vrchol 933 m n. m.), obě v Doupovských horách. Hončova hůrka  – na území Příborské pahorkatiny, která je geomorfologickým podcelkem Podbeskydské pahorkatiny